# 巴恩斯開局
巴恩斯開局，是國際象棋開局非正規開局的一種，走法為：
1.f3